# Лонжеронная рама

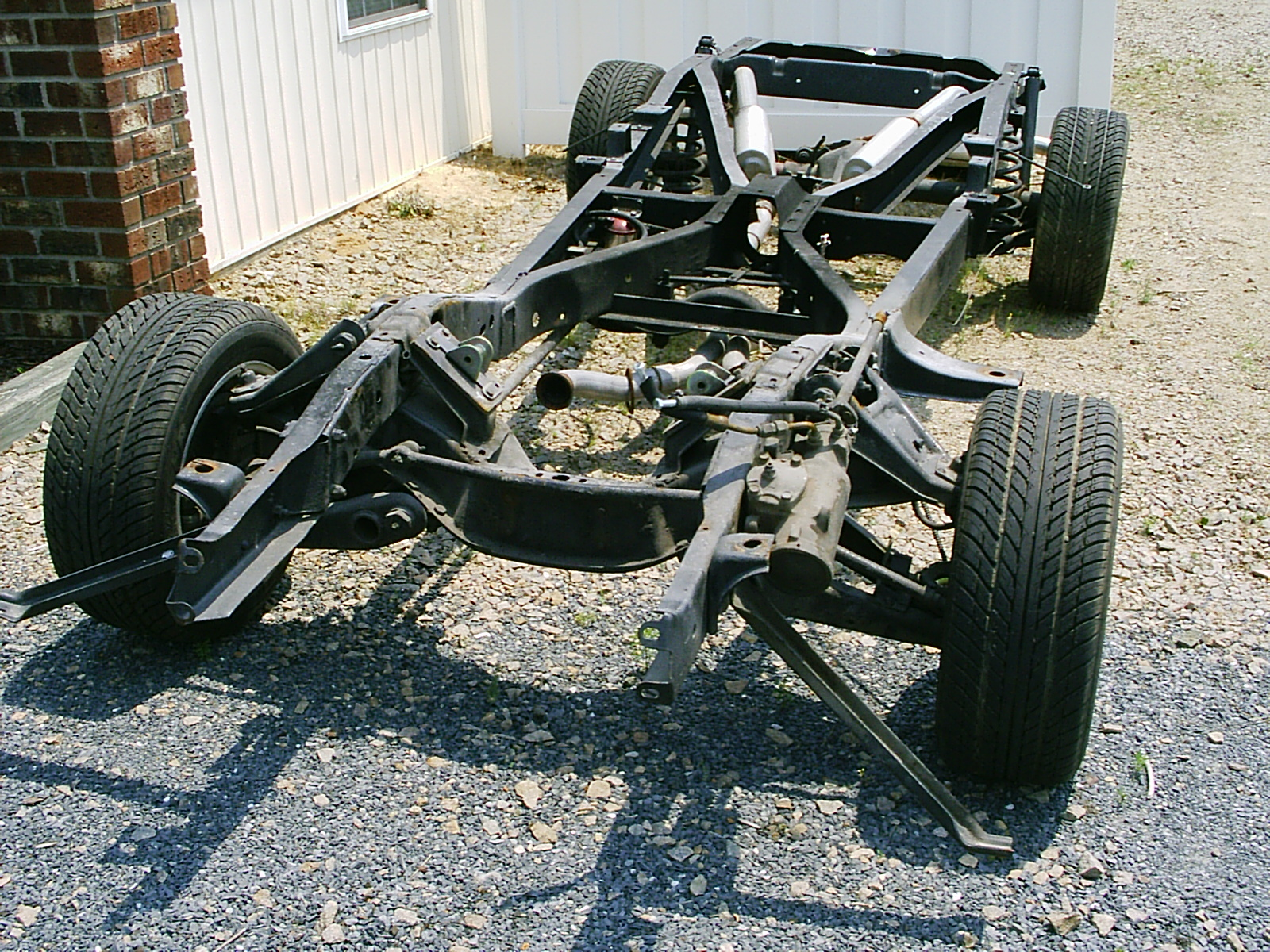
Лонжеронная рама с Х-образной поперечиной

Лонжеронная рама или лестничная рама (англ. ladder frame / body-on-frame) — разновидность автомобильной рамы, внешне напоминающая лестницу. Состоит из двух продольных лонжеронов; нескольких поперечин, также называемых «траверсами»; а также креплений и кронштейнов для установки кузова и агрегатов. Рама лестничного типа без учёта мостов является самой нижней точкой кузова автомобиля.

## Разновидности лонжеронных рам

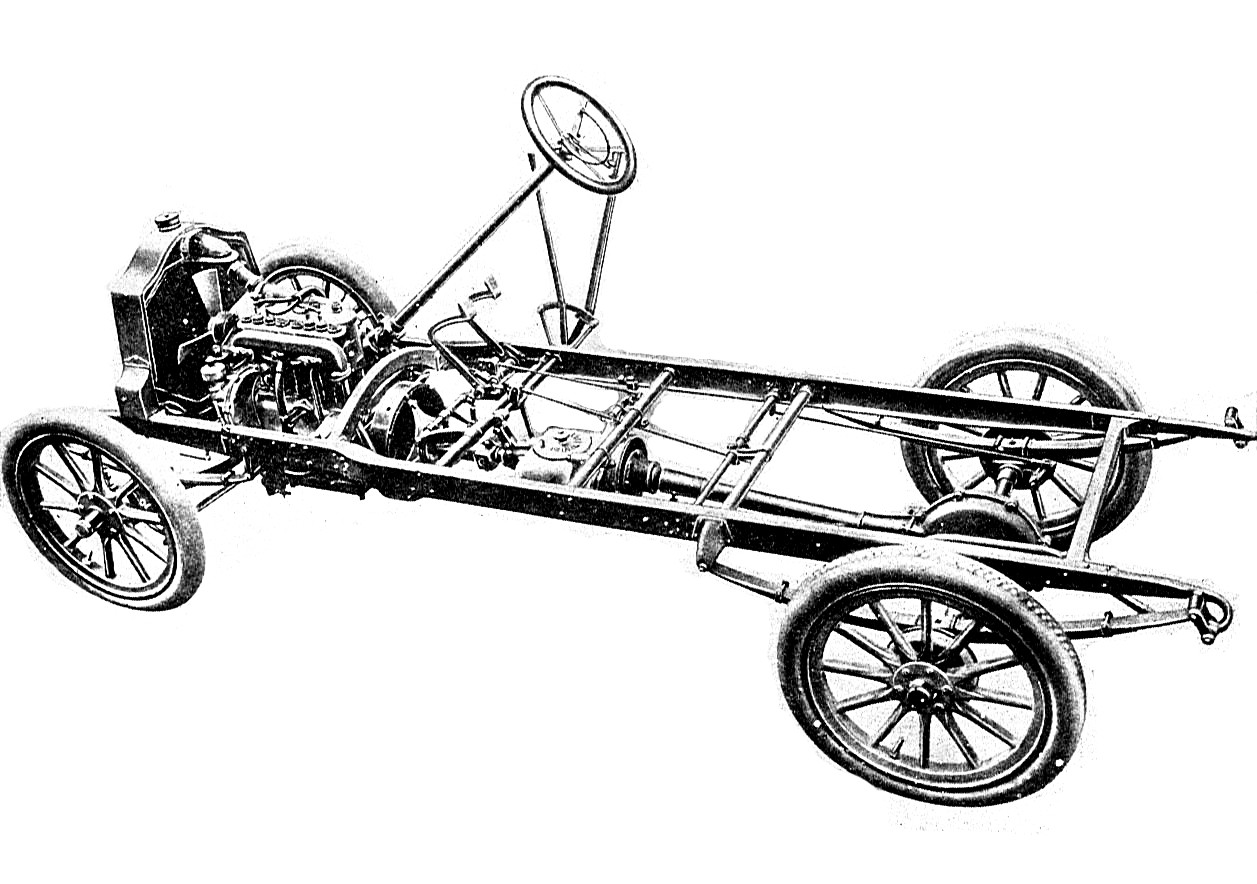
Рама автомобиля фирмы De Dion-Bouton

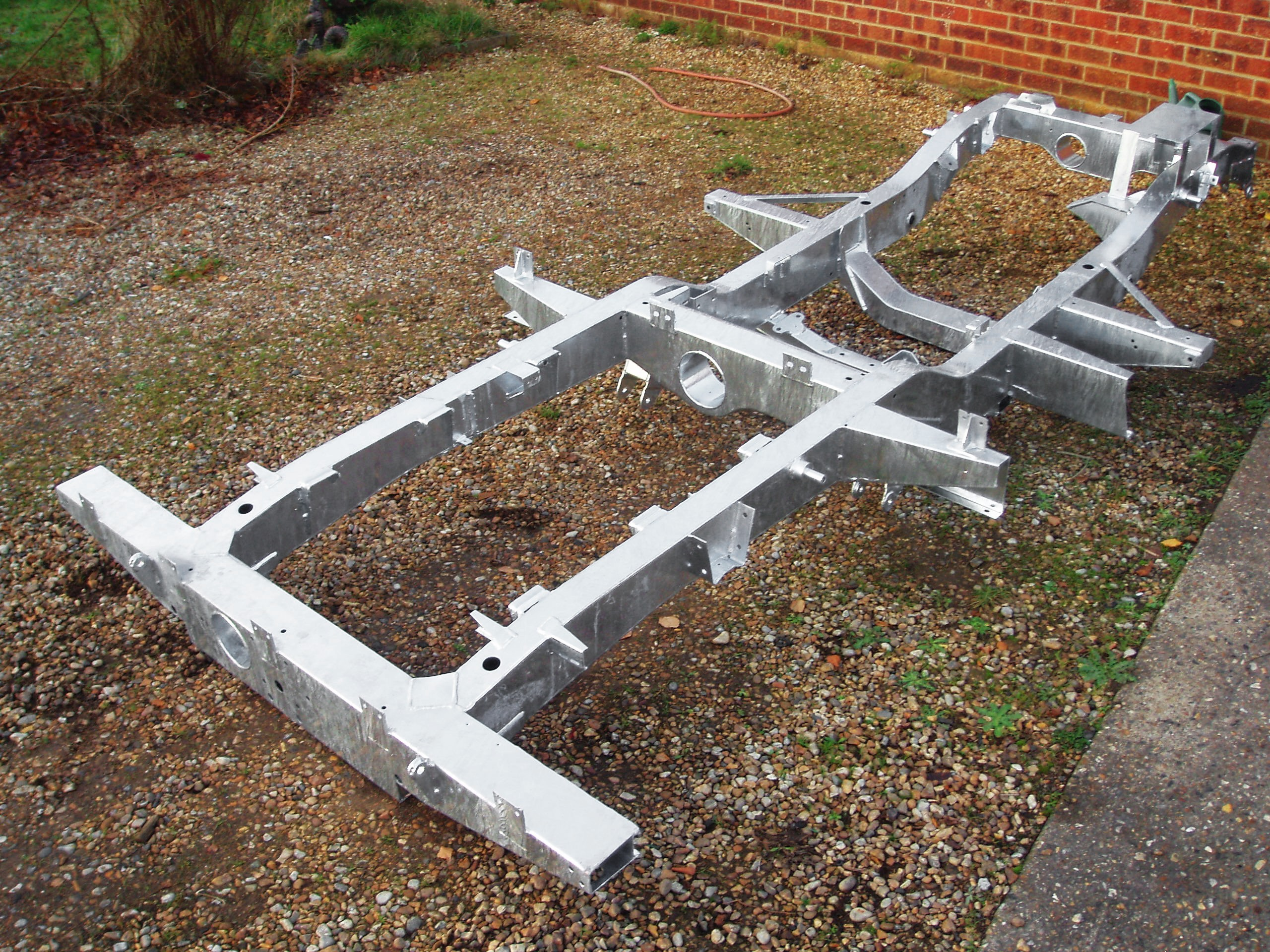
Лонжеронная рама Land Rover Series III

Лонжероны изготавливаются из стали, для обеспечения высоких показателей на скручивание используются разные типы профиля сечения — короб, двутавр или швеллер. Как правило, наиболее распространённым является сечение швеллера, обычно переменное по длине — в наиболее нагруженных участках высота сечения зачастую увеличена. Иногда как минимум на части своей длины у рам встречается сечение типа «короб». Лонжероны выполняются из лежащих внутрь U-образных профилей, центр кручения у них находится снаружи, что позволяет передавать энергию через оснащённые кронштейны без перекручивания лонжеронов. Лонжероны не всегда являются ровными: многие имеют изгибы вертикальной и горизонтальной плоскости. На некоторых авто изгиб рамы в передней и задней частях (в районе расположения колёс) позволяет переместить центр тяжести вниз. Лонжероны могут располагаться или параллельно друг другу, или под некоторым углом (последнее больше характерно для внедорожников).
Поперечины представляют собой U-образные или T-образные профили. Выделяются трубчатые, K-образные и X-образные поперечины. Классической схемой крепления поперечин является перпендикулярная, однако есть конструкции, в которых эти составные части располагаются под углами — подобные конструкции классифицируются как К-образные и Х-образные рамы. Детали рамы соединяются заклёпками (грузовые автомобили), болтами (штучные экземпляры) или сваркой (легковые автомобили, в том числе внедорожники). Для крепления узлов авто все лонжероны и поперечины оснащаются кронштейнами.
Грузовые автомобили обычно имеют клёпаные рамы, легковые и сверхтяжёлые самосвалы — сварные. В грузовых автомобилях и прицепах, как правило, представлены два продольных лонжерона, а все поперечные распорки имеют либо лестничную, либо X-образную форму. Болтовые соединения находят применение обычно при малосерийном производстве. Современные тяжёлые грузовики и прицепы также иногда имеют рамы, собранные на болтах, что значительно облегчает их обслуживание и ремонт, однако во избежание самооткручивания болтов необходимо применять специальные меры. На спортивных автомобилях применяются трубчатые лонжероны и поперечины круглого сечения с лучшим соотношением массы и жёсткости.
Некоторыми источниками периферийные рамы и X-образные рамы классифицируются как разновидности лонжеронного типа. По другим источникам, периферийные являются отдельным типом, а X-образные — разновидностью хребтовых. Также выделяется несущее основание, в котором продольные лонжероны соединены днищем.

## Преимущества и недостатки
Основное преимущество лонжеронной рамы — простота конструкции и технологичность. Лонжеронная рама традиционного типа обеспечивает автомобилю достаточно высокую жёсткость, особенно в случае наличия развитых поперечин (К-образных, Х-образных). Поскольку рама лестничного типа является всегда самой нижней точкой кузова автомобиля, из-под неё не выглядывают никакие другие компоненты автомобиля, что защищает раму при контакте днища с грунтом на бездорожье. Основной недостаток — большой вес и громоздкость. Лонжероны в таком случае размещаются под полом кузова, вследствие чего его приходится располагать достаточно высоко.
Для периферийной рамы (если считать её видом лонжеронной) характерно расположение лонжеронов возле порогов кузова, что повышает устойчивость к воздействию боковых ударов и опускает уровень пола. Для X-образной характерно разведение лонжеронов в передней и задней части автомобиля и их сведение в центре по максимуму. 

## Распространение
Незадолго до начала Первой мировой войны отдельные производители стали опускать лонжеронную раму между осями, чтобы снизить центр тяжести автомобиля и увеличить внутреннее пространство. Подобный тип рамы был широко распространён в 1920-е годы. В дальнейшем при заказе автомобилей класса «люкс» заказчик приобретал собственно шасси, раму и двигатель, а кузов производился уже на заказ. В 1960-е годы практика производства кузовов на заказ к лонжеронной раме прекратилась, а в 1978 году был выпущен последний автомобиль подобного типа компанией Ateliers Henri Chapron.
До второй половины 1950-х годов лонжеронная рама была характерной для большинства легковых автомобилей, пока не начали распространяться приземистые кузова. Сидения стали делаться очень низкими, чтобы при высоком расположении пола обеспечить достаточное расстояние между подушками сидений и крышей. Это снижало комфортабельность, вследствие чего автомобилестроительная промышленность стала переходить или на несущий кузов, или на раму вильчато-хребтового или периферийного типа. В подобных случаях лонжероны обходили пассажирский салон, позволяя опустить пол и совместить небольшую общую высоту автомобиля с достаточным простором в салоне.
Лонжеронная рама в настоящее время чаще всего распространена на внедорожниках с высокими кузовами, пикапах, грузовиках (для последних несущий кузов является уже менее характерным), автобусах и прицепах.

## Примеры автомобилей с лонжеронными рамами
- BMW i3[11]
- Jeep Wrangler[12]
- Landwind X6 / X9
- Mercedes-Benz G-класс[2][12]
- Mitsubishi Pajero[12]
- Mahindra Thar
- Nissan Patrol
- Nissan Terrano
- Nissan Navara и последующие модели Renault Alaskan и Mercedes-Benz Baureihe 470 (X-Klasse)
- Suzuki Jimny
- Toyota Hilux
- Toyota Land Cruiser[3][12]
- SsangYong Rexton[12]
- Wartburg (один из последних примеров на легковых автомобилях)
- Volkswagen Amarok
- ГАЗ-13[6]
- ГАЗ-14[6]
- КамАЗ-5320[13]